# قائمة الأرقام القياسية السودانية في السباحة
الأرقام القياسية السودانية في السباحة هي التسجيل الأسرع للسباح السوداني، وهي الأرقام التي يعترف بها الاتحاد السوداني لسباحة الهواة ويعتمدها، سجلت في هذه القائمة جميع الأرقام القياسية، ما لم يذكر مصدر آخر خلاف ذلك.

## السباق الطويل (50 م)

### رجال
| الفعالية           | التوقيت  | المتسابق                                                                                     | النادي                       | التاريخ        | اللقاء                                                          | المدينة              | البلد            | المرجع |
| ------------------ | -------- | -------------------------------------------------------------------------------------------- | ---------------------------- | -------------- | --------------------------------------------------------------- | -------------------- | ---------------- | ------ |
| 50م حرة            | 24.60    | زياد سليم                                                                                    | شرودر - جمعية الشبان المسيحي | 1 مايو 2021    | كأس ربيع TYR18&U                                                | دي موين (آيوا)       | الولايات المتحدة | [ 1 ]  |
| 100م حرة           | 53.33    | زياد سليم                                                                                    | شرودر - جمعية الشبان المسيحي | 19 نوفمبر 2020 | WI WEST November Time Trial                                     | براون دير (ويسكونسن) | الولايات المتحدة | [ 2 ]  |
| 200م حرة           | 02:04.66 | آدم أحمد                                                                                     | حدائق الأهرام                | 24 أبريل 2024  | الكأس المصري                                                    | الإسكندرية           | مصر              |        |
| 400م حرة           | 4:22.65  | آدم أحمد                                                                                     | حدائق الأهرام                | 25 أبريل 2024  | الكأس المصري                                                    | الإسكندرية           | مصر              |        |
| 800م حرة           | 09:02.06 | آدم أحمد                                                                                     | حدائق الأهرام                | 23 أبريل 2024  | الكأس المصري                                                    | الإسكندرية           | مصر              |        |
| 1500م حرة          | 17:07.99 | آدم أحمد                                                                                     | حدائق الأهرام                | 20 أبريل 2024  | الكأس المصري                                                    | الإسكندرية           | مصر              |        |
| 50م سباحة ظهرية    | 26.29    | زياد سليم                                                                                    | السودان                      | 2 مايو 2024    | البطولة الإفريقية للسباحة                                       | لواندا               | أنغولا           | [ 3 ]  |
| 100م سباحة ظهرية   | 55.27    | زياد سليم                                                                                    | شرودر - جمعية الشبان المسيحي | 06 أغسطس 2021  | البطولة الصيفية الغربية                                         | إرفاين               | الولايات المتحدة | [ 4 ]  |
| 200م سباحة ظهرية   | 02:00.52 | زياد سليم                                                                                    | السودان                      | 27 يوليو 2023  | البطولة العالمية                                                | فوكوكا               | اليابان          | [ 5 ]  |
| 50م سباحة الصدر    | 28.92    | أبو بكر عبَّاس                                                                                 | السودان                      | 03 مايو 2024   | البطولة الإفريقية                                               | لواندا               | أنغولا           | [ 6 ]  |
| 100م سباحة الصدر   | 01:04.24 | أبو بكر عبَّاس                                                                                 | السودان                      | 20 يوليو 2022  | البطولة العربية الخامسة للسباحة عموم والسباحة في الميا المفتوحة | وهران                | الجزائر          | [ 7 ]  |
| 200م سباحة الصدر   | 02:20.75 | أبو بكر عبَّاس                                                                                 | السودان                      | 02 مايو 2024   | البطولة الإفريقية                                               | لواندا               | أنغولا           | [ 8 ]  |
| 50م سباحة فراشة    | 26.30    | زياد سليم                                                                                    | شرودر - جمعية الشبان المسيحي | 29 أبريل 2021  | كأس ربيع TYR18&U                                                | دي موين (آيوا)       | الولايات المتحدة | [ 9 ]  |
| 100م سباحة فراشة   | 56.51    | زياد سليم                                                                                    | شرودر - جمعية الشبان المسيحي | 29 أبريل 2021  | كأس ربيع TYR18&U                                                | دي موين (آيوا)       | الولايات المتحدة | [ 9 ]  |
| 200م سباحة فراشة   | 02:50.64 | محمد ب. أحمد إبراهيم                                                                         | السودان                      | 10 سبتمبر 2015 | الألعاب الإفريقية                                               | برازافيل             | الكونغو          | [ 10 ] |
| 200 م سباحة متنوعة | 02:20.94 | رامي إلياس                                                                                   | السودان                      | 05 أغسطس 2015  | بطولة العالم للسباحة 2015                                       | قازان                | روسيا            | [ 11 ] |
| 4x100م حرة تتابع   | 4:27.44  | * أحمد إ. عز الدين صالح (01:04.40) - محمد ب. أحمد إبراهيم - أبو بكر عبَّاس - يوسف بشير إبراهيم | السودان                      | 09 سبتمبر 2015 | البطولة الإفريقية                                               | برازافيل             | الكونغو          | [ 12 ] |

### نساء
| الفعالية        | التوقيت  | المتسابق      | النادي  | التاريخ       | اللقاء            | المدينة | البلد          | المرجع        |
| --------------- | -------- | ------------- | ------- | ------------- | ----------------- | ------- | -------------- | ------------- |
| 50م حرة         | 34.49    | حنين إبراهيم  | السودان | 30 يوليو 2021 | الالعاب الأولمبية | طوكيو   | اليابان        | [ 13 ]        |
| 100م حرة        | 01:22.48 | حنين إبراهيم  | السودان | 25 يوليو 2019 | البطولة العالمية  | غوانغجو | كوريا الجنوبية | [ 14 ]        |
| 50م سباحة ظهرية | 36.32    | رنا سعد الدين | السودان | 26 يوليو 2023 | البطولة العالمية  | فوكوكا  | اليابان        | [ 15 ] [ 16 ] |

## السباق القصير (25 م)

### رجال
| الفعالية           | التوقيت  | المتسابق                                                                 | النادي  | التاريخ        | اللقاء              | المدينة    | البلد                    | المرجع |
| ------------------ | -------- | ------------------------------------------------------------------------ | ------- | -------------- | ------------------- | ---------- | ------------------------ | ------ |
| 50م حرة            | 24.60    | أبو بكر عبَّاس                                                             | السودان | 13 ديسمبر 2018 | البطولة العالمية    | هانغتشو    | الصين                    | [ 17 ] |
| 100م حرة           | 24.60    | يوسف إبراهيم                                                             | السودان | 15 ديسمبر 2018 | البطولة العالمية    | هانغتشو    | الصين                    | [ 18 ] |
| 200م حرة           | 02:21.31 | يوسف بشير                                                                | السودان | 19 أكتوبر 2017 | بطولة CANA Zone III | دار السلام | تنزانيا                  | [ 19 ] |
| 400م حرة           | 5:02.19  | بدر الدين محمد                                                           | السودان | 19 أكتوبر 2017 | بطولة CANA Zone III | دار السلام | تنزانيا                  | [ 19 ] |
| 800م حرة           | 11:01.28 | بدر الدين محمد                                                           | السودان | 19 أكتوبر 2017 | بطولة CANA Zone III | دار السلام | تنزانيا                  | [ 19 ] |
| 1500م حرة          |          |                                                                          |         |                |                     |            |                          |        |
| 50م سباحة ظهرية    | 25.30    | زياد سليم                                                                | السودان | 24 أكتوبر 2021 | البطولة العربية     | أبو ظبي    | الإمارات العربية المتحدة |        |
| 100م سباحة ظهرية   | 53.90    | زياد سليم                                                                | السودان | 26 أكتوبر 2021 | البطولة العربية     | أبو ظبي    | الإمارات العربية المتحدة |        |
| 200م سباحة ظهرية   | 1:57.44  | زياد سليم                                                                | السودان | 27 أكتوبر 2021 | البطولة العربية     | أبو ظبي    | الإمارات العربية المتحدة |        |
| 50م سباحة الصدر    | 28.44    | أبو بكر عبَّاس                                                             | السودان | 17 ديسمبر 2022 | البطولة العالمية    | ملبورن     | أستراليا                 | [ 20 ] |
| 100م سباحة الصدر   | 1:01.15  | أبو بكر عبَّاس                                                             | السودان | 16 ديسمبر 2021 | البطولة العالمية    | أبو ظبي    | الإمارات العربية المتحدة | [ 21 ] |
| 200م سباحة الصدر   | 2:15.90  | أبو بكر عبَّاس                                                             | السودان | 26 أكتوبر 2021 | البطولة العربية     | أبو ظبي    | الإمارات العربية المتحدة |        |
| 50م سباحة فراشة    | 27.08    | عز الدين إبراهيم                                                         | السودان | 25 أكتوبر 2021 | البطولة العربية     | أبو ظبي    | الإمارات العربية المتحدة |        |
| 100م سباحة فراشة   | 1:05.84  | بدر الدين محمد                                                           | السودان | 19 أكتوبر 2017 | بطولة CANA Zone III | دار السلام | تنزانيا                  | [ 19 ] |
| 200م سباحة فراشة   | 2:47.87  | بدر الدين محمد                                                           | السودان | 20 أكتوبر 2017 | بطولة CANA Zone III | دار السلام | تنزانيا                  | [ 19 ] |
| 100 م سباحة متنوعة | 1:06.31  | عز الدين إبراهيم                                                         | السودان | 27 أكتوبر 2021 | البطولة العربية     | أبو ظبي    | الإمارات العربية المتحدة |        |
| 4x50م حرة تتابع    | 1:45.32  | - عبدالعزيز عبد العزيز - عز الدين إبراهيم - يوسف بشير - أبو بكر فضل الله | السودان | 20 أكتوبر 2017 | بطولة CANA Zone III | دار السلام | تنزانيا                  | [ 19 ] |

### نساء
| الفعالية        | التوقيت | المتسابق           | النادي  | التاريخ        | اللقاء              | المدينة    | البلد                    | المرجع |
| --------------- | ------- | ------------------ | ------- | -------------- | ------------------- | ---------- | ------------------------ | ------ |
| 50م حرة         | 34.86   | حنين إبراهيم       | السودان | 15 ديسمبر 2018 | البطولة العالمية    | هانغتشو    | الصين                    | [ 22 ] |
| 100م حرة        | 1:16.29 | حنين إبراهيم       | السودان | 17 ديسمبر 2021 | البطولة العالمية    | أبو ظبي    | الإمارات العربية المتحدة | [ 23 ] |
| 200م سباحة حرة  | 2:28.46 | رضا الله بدر الدين | السودان | 19 أكتوبر 2017 | بطولة CANA Zone III | دار السلام | تنزانيا                  | [ 19 ] |
| 50م سباحة ظهرية | 49.06   | ر.ب. أ. إبراهيم    | السودان | 14 ديسمبر 2018 | البطولة العالمية    | هانغتشو    | الصين                    | [ 24 ] |
| 50م سباحة صدر   | 48.64   | حنين سامي          | السودان | 19 أكتوبر 2017 | بطولة CANA Zone III | دار السلام | تنزانيا                  | [ 19 ] |
| 50م سباحة فراشة | 43.48   | رضالله إبراهيم     | السودان | 13 ديسمبر 2018 | البطولة العالمية    | هانغتشو    | الصين                    | [ 25 ] |
|                 |         |                    |         |                |                     |            |                          |        |

### مختلط
| الفعالية              | التوقيت | المتسابق                                                    | النادي  | التاريخ        | اللقاء              | المدينة    | البلد   | المرجع |
| --------------------- | ------- | ----------------------------------------------------------- | ------- | -------------- | ------------------- | ---------- | ------- | ------ |
| 4x50م حرة تتابع مختلط | 2:30.56 | - حنين سامي - رضالله بدر الدين - محمد بدر الدين - يوسف بشير | السودان | 18 أكتوبر 2017 | بطولة CANA Zone III | دار السلام | تنزانيا | [ 19 ] |

## فعاليات متفرقة
| الفعالية              | المتسابق      | التاريخ | المسابقة      | البلد   | المركز                         |
| --------------------- | ------------- | ------- | ------------- | ------- | ------------------------------ |
| كابري نابلي (35 كيلو) | سارة جاد الله | 1975    | كاابري نابولي | إيطاليا | الثاني على مستوى العالم للهواة |